# Liste des stations de métro dans les Hauts-de-Seine
Cette liste répertorie les stations de métro situées dans le département français des Hauts-de-Seine. Parmi les 321 que compte le réseau complet, vingt-cinq desservent ce département francilien. Situées sur huit lignes différentes, elles débouchent dans quatorze de ses communes, Boulogne-Billancourt étant la mieux couverte avec cinq stations.  Billancourt, Marcel Sembat et Pont de Sèvres sont les plus anciennes : elles ont ouvert le 3 février 1934, avant la création des Hauts-de-Seine eux-mêmes.

## Stations de métro en service
| Station                        | Date de l'ouverture | Lignes     | Communes desservies               |
| ------------------------------ | ------------------- | ---------- | --------------------------------- |
| Anatole France                 | 24 septembre 1937   | (M) · (3)  | Levallois-Perret                  |
| Bagneux - Lucie Aubrac         | 13 janvier 2022     | (M) · (4)  | Bagneux                           |
| Barbara                        | 13 janvier 2022     | (M) · (4)  | Bagneux, Montrouge                |
| Billancourt                    | 3 février 1934      | (M) · (9)  | Boulogne-Billancourt              |
| Boulogne - Jean Jaurès         | 3 octobre 1980      | (M) · (10) | Boulogne-Billancourt              |
| Boulogne - Pont de Saint-Cloud | 2 octobre 1981      | (M) · (10) | Boulogne-Billancourt              |
| Châtillon - Montrouge          | 9 novembre 1976     | (M) · (13) | Bagneux, Châtillon, Montrouge     |
| Corentin Celton                | 24 mars 1934        | (M) · (12) | Issy-les-Moulineaux               |
| Esplanade de la Défense        | 1er avril 1992      | (M) · (1)  | Courbevoie, Puteaux               |
| Gabriel Péri                   | 3 mai 1980          | (M) · (13) | Asnières-sur-Seine, Gennevilliers |
| La Défense                     | 1er avril 1992      | (M) · (1)  | Puteaux                           |
| Les Agnettes                   | 14 juin 2008        | (M) · (13) | Asnières-sur-Seine, Gennevilliers |
| Les Courtilles                 | 14 juin 2008        | (M) · (13) | Asnières-sur-Seine, Gennevilliers |
| Les Sablons                    | 29 avril 1937       | (M) · (1)  | Neuilly-sur-Seine                 |
| Louise Michel                  | 24 septembre 1937   | (M) · (3)  | Levallois-Perret                  |
| Mairie d'Issy                  | 24 mars 1934        | (M) · (12) | Issy-les-Moulineaux               |
| Mairie de Clichy               | 3 mai 1980          | (M) · (13) | Clichy                            |
| Mairie de Montrouge            | 23 mars 2013        | (M) · (4)  | Montrouge                         |
| Malakoff - Plateau de Vanves   | 9 novembre 1976     | (M) · (13) | Malakoff, Vanves                  |
| Malakoff - Rue Étienne-Dolet   | 9 novembre 1976     | (M) · (13) | Malakoff                          |
| Marcel Sembat                  | 3 février 1934      | (M) · (9)  | Boulogne-Billancourt              |
| Pont de Levallois - Bécon      | 24 septembre 1937   | (M) · (3)  | Levallois-Perret                  |
| Pont de Neuilly                | 29 avril 1937       | (M) · (1)  | Neuilly-sur-Seine                 |
| Pont de Sèvres                 | 3 février 1934      | (M) · (9)  | Boulogne-Billancourt              |
| Saint-Ouen                     | 14 décembre 2020    | (M) · (14) | Clichy, Saint-Ouen-sur-Seine      |

## Stations fantômes
- Élysées La Défense (Ligne 1)
- La Défense - Michelet (Ligne 1)

## Stations en projet
| Station                        | Date prévisionnelle d'ouverture | Lignes     | Communes desservies                            |
| ------------------------------ | ------------------------------- | ---------- | ---------------------------------------------- |
| Antonypole - Wissous Centre    | 2026                            | (M) · (18) | Antony                                         |
| Bécon-les-Bruyères             | 2031                            | (M) · (15) | Asnières-sur-Seine, Bois-Colombes, Courbevoie  |
| Bois-Colombes                  | 2031                            | (M) · (15) | Asnières-sur-Seine, Bois-Colombes              |
| Clamart                        | 2025                            | (M) · (15) | Clamart, Issy-les-Moulineaux, Malakoff, Vanves |
| Les Grésillons                 | 2031                            | (M) · (15) | Asnières-sur-Seine, Gennevilliers              |
| Issy                           | 2025                            | (M) · (15) | Issy-les-Moulineaux                            |
| Nanterre La Boule              | 2031                            | (M) · (15) | Nanterre                                       |
| Nanterre La Folie              | 2031                            | (M) · (15) | Nanterre                                       |
| Rueil – Suresnes Mont-Valérien | 2031                            | (M) · (15) | Rueil-Malmaison                                |
| Saint-Cloud                    | 2031                            | (M) · (15) | Saint-Cloud                                    |

## Communes desservies
| Commune              | Stations | Lignes            | Première ouverture | Dernière ouverture |
| -------------------- | -------- | ----------------- | ------------------ | ------------------ |
| Asnières-sur-Seine   | 3        | (M) · (13)        | 3 mai 1980         | 14 juin 2008       |
| Bagneux              | 3        | (M) · (4) · (13)  | 9 novembre 1976    | 13 janvier 2022    |
| Boulogne-Billancourt | 5        | (M) · (9) · (10)  | 3 février 1934     | 2 octobre 1981     |
| Châtillon            | 1        | (M) · (13)        | 9 novembre 1976    | 9 novembre 1976    |
| Clichy               | 2        | (M) · (13) · (14) | 3 mai 1980         | 14 décembre 2020   |
| Courbevoie           | 1        | (M) · (1)         | 1er avril 1992     | 1er avril 1992     |
| Gennevilliers        | 3        | (M) · (13)        | 3 mai 1980         | 14 juin 2008       |
| Issy-les-Moulineaux  | 2        | (M) · (12)        | 24 mars 1934       | 24 mars 1934       |
| Levallois-Perret     | 3        | (M) · (3)         | 24 septembre 1937  | 24 septembre 1937  |
| Malakoff             | 2        | (M) · (13)        | 9 novembre 1976    | 9 novembre 1976    |
| Montrouge            | 3        | (M) · (4) · (13)  | 9 novembre 1976    | 13 janvier 2022    |
| Neuilly-sur-Seine    | 2        | (M) · (1)         | 29 avril 1937      | 29 avril 1937      |
| Puteaux              | 2        | (M) · (1)         | 1er avril 1992     | 1er avril 1992     |
| Vanves               | 1        | (M) · (13)        | 9 novembre 1976    | 9 novembre 1976    |